# Neonesiotes remiformis
Neonesiotes remiformis là một loài nhện trong họ Linyphiidae. Loài này có ở de Marshall-eilanden, Carolinen, Cookeilanden, Fiji và Samoa.